# Résolution 1168 du Conseil de sécurité des Nations unies
Membres permanents
- Chine
- États-Unis
- France
- Royaume-Uni
- Russie

Membres non permanents
- Bahrain
- Brésil
- Costa Rica
- Gabon
- Gambie
- Japon
- Kenya
- Portugal
- Slovénie
- Suède

Résolution no 1167 Résolution no 1169
La résolution 1168 du Conseil de sécurité des Nations unies, adoptée à l'unanimité le 21 mai 1998, après avoir rappelé les résolutions 1031 (1995), 1035 (1995), 1088 (1996), 1103 (1997), 1107 (1997) et 1144 (1997), a renforcé le Force internationale de police des Nations unies (IPTF) en Bosnie-Herzégovine en créant jusqu'à 30 postes, portant l'effectif total à 2 057 personnes.
Le Conseil de sécurité estime nécessaire de renforcer la formation de la police locale en Bosnie-Herzégovine, notamment en matière de gestion des incidents, de corruption, de criminalité organisée et de contrôle des drogues. Il a reconnu que la réforme de la justice et la réforme de la police étaient étroitement liées.
La résolution autorise une augmentation supplémentaire du nombre de postes de policiers jusqu'à 30 personnes, pour un effectif total de 2 057, dans le cadre de la Mission des Nations unies en Bosnie-Herzégovine (MINUBH). Il a soutenu l'amélioration de la structure de cette composante et encouragé les États membres à fournir du matériel, de la formation et d'autres formes d'assistance aux forces de police locales de Bosnie-Herzégovine. La résolution concluait en reconnaissant que la création d'une capacité locale de sécurité publique était essentielle au renforcement de l'État de droit dans le pays et à la réforme juridique.

## Voir également
- Guerre de Bosnie-Herzégovine
- Accords de Dayton
- Guerres de Yougoslavie